# Cardinia, Victoria
Cardinia är en förort till Melbourne i Australien. Den ligger i kommunen Cardinia och delstaten Victoria, omkring 55 kilometer sydost om centrala Melbourne.
Trakten är tätbefolkad. Närmaste större samhälle är Berwick, omkring 14 kilometer nordväst om Cardinia.
Genomsnittlig årsnederbörd är 1 251 millimeter. Den regnigaste månaden är maj, med i genomsnitt 154 mm nederbörd, och den torraste är januari, med 51 mm nederbörd.